# Nasz wielki Donald
Nasz wielki Donald – album zawierający komiksy, w których głównym bohaterem jest Kaczor Donald. Publikacja została wydana z okazji 90. urodzin postaci, które przypadały na 2024 rok. Na stronie internetowej wydawnictwa Egmont Polska, album jest prezentowany jakoby należał do cyklu Kaczogród. Carl Barks, mimo że w rzeczywistości nie jest z nim powiązany.
Pierwsze informacje o wydaniu albumu pojawiły się w marcu 2024 roku. Informowano wtedy, że wydanie będzie kopią niemieckiego albumu o nazwie Der dicke Donald - 90 Jahre, lecz w Polsce zostanie wydany w mniejszym formacie. W tomiku zostały zebrane komiksy takich twórców jak: Carl Barks, Don Rosa, Walt Kelly, Romano Scarpa, Giulio de Vita, Ted Osborne, Al Taliaferro, William Van Horn, Víctor Arriagada Ríos (Vicar), Giorgio Cavazzano, Marco Rota, Francisco Rodriguez Peinado czy Mau Heymans. Oficjalna premiera albumu nastąpiła 12 czerwca 2024 roku.
Wraz z publikacją, premierowo w Polsce pojawiły się komiksy: 
- Mądra kurka (kod inducks: ZS 3403),
- Trzej Caballeros (W OS   71-02),
- Klimat dawnych czasów (W OS  291-03),
- Rzut oka w przyszłość (H 94088),
- Na cienkim lodzie (H 2019-301),
- Pierwsze przyjęcie (H 2016-248),
- Pierwsze wakacje (H 2016-338),
- Pierwsze okulary (H 2016-299),
- Pierwsza piosenka (H 2016-243),
- Na krańce świata (I AT   69-B),
- Stąd do błogości (I AT  211-A),
- Początki kaczego rodu (D 2016-011),
- Niebezpieczny wywiad (S 70044),
- Wzlot i upadek Kaczora Donalda (D 99171),
- Walczący z potworami (D 2013-124).